# Larisa Mondrus
Larisa Mondrus (tiếng Đức: Larissa Mondrus; tiếng Latvia: Larisa Mondrusa; tiếng Nga: Лари́са Изра́илевна Мо́ндрус, chuyển tự Latinh: Larisa Israelevna Mondrus; sinh ngày 15 tháng 11 năm 1943) từng là giọng ca soprano có tiếng của Liên Xô trong những năm 1960. Năm 1973, bà di cư sang Tây Đức do phải chịu ảnh hưởng của sự phân biệt đối xử đối với người gốc Do Thái.

## Tiểu sử
Mondrus tốt nghiệp trung học và bắt đầu ca hát trong Dàn nhạc tạp kĩ thành phố Riga (Latvia) vào năm 1962. Bà chẳng mấy chốc nhận được sự chú ý rồi chuyển đến Moskva, gia nhập dàn nhạc jazz của Eddie Rosner. Năm 1964, bà bắt đầu biểu diễn và thu âm với dàn nhạc do chồng là Egil Schwarz chỉ đạo. Thành công đầu tiên của bà là bài hát "Vé về tuổi thơ" ("Билет в детство"). Từ năm 1968 đến năm 1972, bà là nghệ sĩ solo tại các buổi hòa nhạc do hiệp hội Mosconcert tổ chức thường kỳ. Một trong những ca khúc nổi tiếng nhất do bà biểu diễn là "Siniy Lyon" ("иниинининин") của Raimonds Pauls. Bà là một trong những ca sĩ đầu tiên ở Liên Xô vừa nhảy vừa hát vào thập niên 1960, điều vốn dĩ trước kia không được chấp thuận.
Năm 1971, Chủ tịch Ủy ban Phát thanh và Truyền hình Nhà nước Liên Xô (Gosteleradio) là Sergey Lapin ngầm tung ra chính sách phân biệt đối xử đối với các ca sĩ gốc Do Thái, vì thế Larisa Mondrus cùng với một số nghệ sĩ khác bị cấm xuất hiện trên truyền hình trên thực tế. Mặc dù vẫn tiếp tục lưu diễn khắp nơi với Dàn nhạc Egil Schwartz nhưng cuối cùng bà và chồng quyết định di cư sang Cộng hòa Liên bang Đức vào năm 1973. Tại vùng đất mới, bà tiếp tục sự nghiệp ca sĩ và có thu âm một số album cho hãng Polydor. Năm 1982, bà sinh con trai là Loren và rút khỏi ngành âm nhạc.